# Исхий
И́схий (др.-греч. Ἴσχυς) — в древнегреческой мифологии сын Элата. Именуется Элатионидом, «смелым наездником». Брат Кенея.
Красавец, к которому была неравнодушна возлюбленная Аполлона Коронида. Возлюбленный или муж Корониды
Аполлон пронзил его стрелами. По другой версии, был убит по просьбе Аполлона стрелами Артемиды. По третьей версии, Зевс убил его молнией.
Элемент «Исхис» включало микенское имя i-su-ku-wo-do-to (Исхиодот?).